# Падингтън (филм)
„Падингтън“ (на английски: Paddington) е британско-френски пълнометражен игрален филм от 2014 г., режисиран и написан, в съавторство с Хамиш Маккол, от Пол Кинг; екранизация по поредицата от детски книжки за мечето Падингтън на английския писател Майкъл Бонд. В лентата участват актьорите Хю Боневил, Сали Хокинс, Джули Уолтърс, Никол Кидман и Бен Уишоу, който дава глас на главния персонаж.
Подобно на останалите продукти, свързани с франчайза, и тук филмът разказва за забавните приключения на интелигентното перуанско мече Падингтън в големия град Лондон, където се запознава с колоритното семейство Браун и още куп интересни персонажи.

## Сюжет
Внимание:  Текстът по-долу разкрива сюжета на произведението (или части от него)!
Британският изследовател Монгомъри Клайд се отправя на мисия в Тъмно Перу, където среща двойка редки мечки – Луси и Пастюзо, които се оказват изключително интелигентни. След време, вече остарели, редките животни изгубват дома си в земетресение и решават да изпратят техния племенник Падингтън в по-безопасния Лондон. Скрит в спасителната лодка на товарен лайнер, мечето пристига в големия град, където се изгубва на гара Падингтън. По настояване на г-жа Браун, семейство Браун взима за временно говорещото животно в дома си, докато намери Клайд. Те му дават име Падингтън. Още първата нощ гостът наводнява банята и г-н Браун намисля да го предаде на властите.
Междувременно, препараторката Милисънт научава, че един от редките екземпляри на перуанските мечки е в Лондон и е твърдо решена да го залови. Нищо не подозиращия Падингтън се сблъсква с големия град. Г-жа Браун го завежда при собственика на антикварен магазин г-н Грубер, който открива, че червената шапка на мечето е направена от „Географското дружество“. От своя страна клуба отрича да е имал експедиция в Тъмно Перу. Г-н Браун и Падингтън нелегално нахлуват в архива на „Географското дружество“ и откриват видео документ за мисията на Клайд.
Милисън се сближава с г-н Къри – раздразливия съседа на Браунови, което мигновено се влюбва в студената красавица и е готов да ѝ съдейства във всичко. Жената се вмъква в съседната сграда и се опитва да улови Падингтън. Оцеляло, мечето не намира отклик на тревогите си у семейство Браун, че някой е по петите му. Падингтън напуска Браунови, за да намери дома на Клайд. Милисън, която се оказва разочарованата дъщеря на изследователя, улавя мечето. Семейство Браун заедно с икономката си г-жа Бърд отиват в музея да спасят Падингтън. Лондончаните, всеки променил се в положителна посока, заради неочаквания гост, помагат на мечока да се спаси от коварната жена и го приемат за постоянен член на семейството.

## Актьори и персонажи
| Актьор                 | Персонаж        | Име в оригинал   | Кратко описание                                    |
| ---------------------- | --------------- | ---------------- | -------------------------------------------------- |
| Бен Уишоу (глас)       | Падингтън       | Paddington       | Мил и интелигентен, перуански мечок                |
| Хю Боневил             | Хенри Браун     | Henry Brown      | Строг и взискателен патриарх на семейство Браун    |
| Сали Хокинс            | Мири Браун      | Mary Brown       | Добродушна и мила съпруга на г-н Браун             |
| Медълин Харис          | Джуди Браун     | Judy Brown       | Умна, но леко дръпната дъщеря на Браун             |
| Самюел Джослин         | Джонатан Браун  | Jonathan Brown   | Син нa семейство Браун, жаден за приключения       |
| Джули Уолтърс          | Г-жа Бърд       | Mrs. Bird        | Наемателка на семейство Браун, маниачка за чистота |
| Никол Кидман           | Милисън Клайд   | Millicent Clyde  | Коварна препараторка, директор на музея            |
| Джим Броудбент         | Самюел Грубер   | Samuel Gruber    | Добродушен собственик на антикварен магазин        |
| Питър Капалди          | Г-н Къри        | Mr. Curry        | Взискателен и саможив съсед на семейство Браун     |
| Имелда Стаунтън (глас) | Леля Луси       | Aunt Lucy        | Грижовна мечка, леля на Падингтън                  |
| Майкъл Гамбън (глас)   | Чичо Пастюсо    | Uncle Pastuzo    | Добродушен мечок, чичо на Падингтън                |
| Тим Дауни              | Монгомъри Клайд | Montgomery Clyde | Ентусиазиран изследовател                          |
| Саймън Фърнаби         | Бари            | Barry            | Служител в географското дружество                  |

## Награди и номинации
| Категория                             | Номиниран(и)                          | Резултат                              |
| Награда на БАФТА (8 февруари 2015 г.) | Награда на БАФТА (8 февруари 2015 г.) | Награда на БАФТА (8 февруари 2015 г.) |
| ------------------------------------- | ------------------------------------- | ------------------------------------- |
| Най-добър британски филм              | Най-добър британски филм              | номинация                             |
| Най-добър адаптиран сценарий          | Пол Кинг                              | номинация                             |
| Сатурн (25 юни 2015 г.)               |                                       |                                       |
| Най-добър фентъзи филм                | Най-добър фентъзи филм                | номинация                             |
| Емпайър (29 март 2015 г.)             |                                       |                                       |
| Най-добра комедия                     | Най-добра комедия                     | награда                               |
| Най-добър британски филм              | Най-добър британски филм              | номинация                             |

## Продължения
Филмът се превръща в международен хит с приходи над 250 милиона долара. В интервю за ДиВиДи премиерата на „Падингтън“ продуцентът Дейвид Хеймън признава, че се водят предварителни разговори по продължението на лентата. Очаква се режисьор на следващата част отново да е Пол Кинг. Хаймън признава, че в началото на са мислили за продължение и след успеха на филма взимат решение.

### Синхронен дублаж
| Роля                       | Изпълнител        |
| -------------------------- | ----------------- |
| Падингтън                  | Христо Димитров   |
| Хенри Браун                | Явор Караиванов   |
| Мери Браун                 | Елена Бойчева     |
| Милисънт Клайд             | Милица Гладнишка  |
| Самюъл Грубер              | Христо Чешмеджиев |
| Леля Луси                  | Светлана Смолева  |
| Господин Къри Чичо Пастузо | Христо Узунов     |
| Други гласове              | Михаела Маринова  |

| Обработка              | Александра Аудио |
| ---------------------- | ---------------- |
| Изпълнителен продуцент | Васил Новаков    |
| Преводач               | Силвия Вълкова   |
| Тонрежисьор            | Мартин Станев    |
| Режисьор на дублажа    | Василка Сугарева |